# سيارة ثلاجة
سيارة الثلاجة أو (المبردة) (بالإنجليزية: Refrigerator car)‏، وهي عربة صندوقية مبردة (الولايات المتحدة)، وهي قطعة من عربات السكك الحديدية الدارجة المصممة لنقل البضائع القابلة للتلف في درجات حرارة معينة. تختلف سيارات الثلاجات عن العربات الصندوقية المعزولة البسيطة والعربات ذات التهوية (التي يشيع إستخدامها لنقل الفاكهة)، ولا يتم تجهيز أي منهما بجهاز تبريد. يمكن تبريد المبردات بالثلج، أو أن تكون مجهزة بأي واحد من مجموعة متنوعة من أنظمة التبريد الميكانيكية، أو تستخدم ثاني أكسيد الكربون (إما كثلج جاف، أو في شكل سائل) كعامل تبريد. قد تشتمل عربات الحليب (وأنواع أخرى من الثلاجات «السريعة») أو لا تشتمل على نظام تبريد، ولكنها مزودة بشاحنات عالية السرعة وتعديلات أخرى تسمح لها بالسفر بقطارات الركاب.

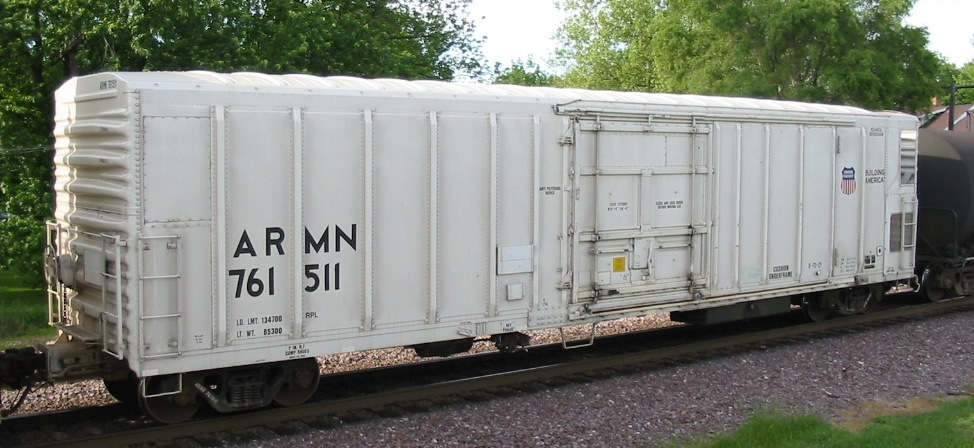
سيارة ثلاجة حديثة. توجد بها وحدة التبريد الميكانيكية خلف المحرك في أسفل اليمين، نهاية السيارة "أ".

## تاريخها

### المرحلة الخلفية: أمريكا الشمالية
بعد نهاية الحرب الأهلية الأمريكية، ظهرت شيكاغو، إلينوي كمركز رئيسي للسكك الحديدية لتوزيع الماشية التي تربى في السهول الكبرى إلى الأسواق الشرقية. يتطلب نقل الحيوانات إلى السوق نقل القطعان لمسافة تصل إلى 1200 ميل (1900 كم) إلى خطوط السكك الحديدية في مدينة كانساس، ميسوري أو مواقع أخرى في الغرب الأوسط، مثل أبيلين ومدينة دودج، كانساس، حيث تم تحميلها في سيارات مخزون متخصصة ونقلت حية («على الحافر») إلى مراكز المعالجة الإقليمية. كما تسبب قيادة الماشية عبر السهول في فقد هائل في الوزن، ونفقت بعض الحيوانات أثناء العبور.
عند الوصول إلى منشأة المعالجة المحلية، يتم ذبح الماشية من قبل تجار الجملة وتسليمها طازجة إلى محلات الجزارة القريبة لبيعها بالتجزئة أو تدخينها أو تعبئتها للشحن في براميل ملح. كانت أوجه القصور المكلفة متأصلة في نقل الحيوانات الحية بالسكك الحديدية، ولا سيما حقيقة أن ما يقرب من 60 ٪ من كتلة الحيوان غير صالحة للأكل. أدى موت الحيوانات التي أضعفتها القيادة الطويلة إلى زيادة تكلفة الشحن لكل وحدة. سعى مصنعو اللحوم إلى طريقة لشحن اللحوم الجاهزة من مصانع التعبئة في شيكاغو إلى الأسواق الشرقية.

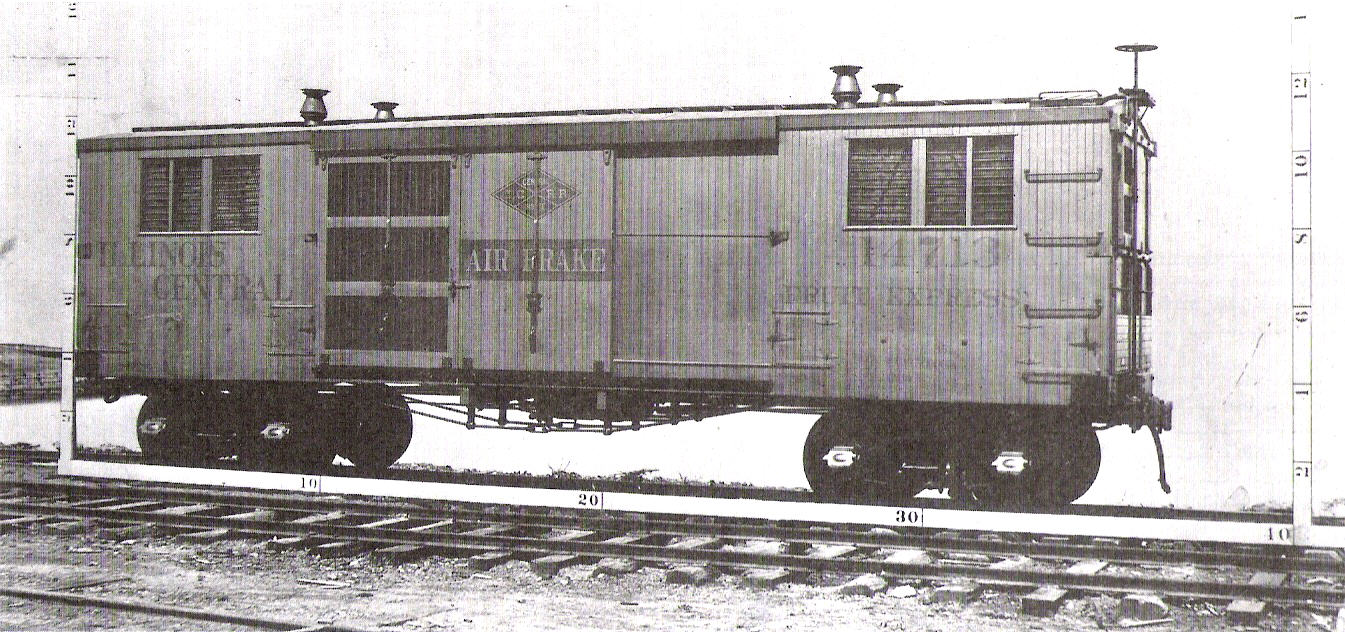
كانت أنهايزر بوش واحدة من أولى الشركات التي قامت بنقل البيرة على الصعيد الوطني باستخدام عربات ثلاجة للسكك الحديدية.

### محاولات مبكرة للنقل المبرد
خلال منتصف القرن التاسع عشر، جرت محاولات لشحن المنتجات الزراعية عن طريق السكك الحديدية. في وقت مبكر من عام 1842، تم الإبلاغ عن السكك الحديدية الغربية لماساتشوستس في طبعة 15 يونيو من بوسطن ترافيلر على أنها تجرب تصميمات مبتكرة لعربة الشحن قادرة على حمل جميع أنواع البضائع القابلة للتلف دون تلف. دخلت أول عربة نقل مبردة الخدمة في يونيو 1851، على السكك الحديدية الشمالية (نيويورك) (أو NRNY، التي أصبحت فيما بعد جزءًا من سكة حديد روتلاند). كان «صندوق الثلج على عجلات» لاقى نجاحًا محدودًا لأنه كان يعمل فقط في الطقس البارد. في نفس العام، بدأت سكة حديد Ogdensburg و Lake Champlain (O&LC) في شحن الزبدة إلى بوسطن في سيارات الشحن المصممة لهذا الغرض، باستخدام الثلج للتبريد.